# Saturday Night Fever
Saturday Night Fever är en amerikansk dramafilm som hade biopremiär i USA den 16 december 1977 i regi av John Badham, med bland andra John Travolta och Karen Lynn Gorney.

## Handling
Den bekymrade, unge Tony Manero (John Travolta) bor med sina föräldrar i ett av Brooklyns kvarter. Han arbetar i en järnhandel, och familjen tillhör arbetarklassen. Men varje lördag tar han på sig en skjorta med breda snibbar, utsvängda byxor och platåskor och går till den discoklubb där han är kungen på dansgolvet. På dansgolvet ses han som en gud istället för en ung odåga. Men i mörkret, långt borta från discokulan och ljusen, är detta en tragisk historia om våld, besvikelser och brustna hjärtan.

## Medverkande i urval
- John Travolta – Anthony "Tony" Manero
- Karen Lynn Gorney – Stephanie Mangano
- Barry Miller – Bobby C.
- Joseph Cali – Joey
- Paul Pape – Double J.
- Donna Pescow – Annette
- Bruce Ornstein – Gus
- Val Bisoglio – Frank Manero, Sr.
- Julie Bovasso – Flo Manero
- Martin Shakar – Frank Manero, Jr.
- Nina Hansen – Tonys mormor/farmor
- Lisa Peluso – Linda Manero
- Sam Coppola – Dan Fusco
- Denny Dillon – Doreen
- Bert Michaels – Pete
- Robert Weil – Becker
- Fran Drescher – Connie
- Monti Rock III – discjockey
- Robert Costanzo – kund i målaraffär
- Ann Travolta – pizzatjej (John Travoltas syster)
- Helen Travolta – kund i målaraffär (John och Ann Travoltas mamma)

## Musik
Filmens soundtrack är det mest säljande i historien med över 25 miljoner exemplar. Det klassas ofta som ett Bee Gees-album trots att det även innehåller annat material. De mest kända låtarna är dock Bee Gees "Stayin' Alive", "How Deep Is Your Love", "Night Fever" och "Jive Talkin'".

### Fotnoter
1. ↑  ”Saturday Night Fever” (på engelska). Box Office Mojo. 16 december 1977. http://www.boxofficemojo.com/movies/?id=saturdaynightfever.htm. Läst 9 september 2016.
2. ↑  ”Filming Locations for Saturday Night Fever (1977), around New York.”. The Worldwide Guide to Movie Locations. http://www.movie-locations.com/movies/s/Saturday-Night-Fever.php. Läst 20 augusti 2021.